# Un amoureux aux enchères
Pour plus de détails, voir Fiche technique et Distribution.
Un amoureux aux enchères (The Lottery Lover) est un film américain réalisé par Wilhelm Thiele, sorti en 1935.

## Fiche technique
- Titre français : Un amoureux aux enchères[1]
- Titre original : The Lottery Lover
- Réalisation : Wilhelm Thiele
- Scénario : Sig Herzig, Franz Schulz, Maurice Hanline et Billy Wilder
- Photographie : Bert Glennon
- Production : Al Rockett
- Pays d'origine : États-Unis
- Format : Noir et blanc - 1,37:1 - Mono
- Genre : comédie
- Date de sortie : 
  - États-Unis : 1935
  - France : 29 octobre 1937[1]

## Distribution
- Lew Ayres : Cadet Frank Harrington
- Pat Paterson : Patty
- Peggy Fears : Gaby Aimee
- Sterling Holloway : Cadet Harold Stump
- Walter Woolf King : Prince Midanoff
- Alan Dinehart : Edward Arthur 'Tank' Tankersley
- Reginald Denny : Capt. Payne
- Edward J. Nugent : Gibbs
- Rafaela Ottiano : Femme de chambre de Gaby
- Dick Foran : Cadet
- Parmi les acteurs non crédités :
- Thomas Beck : Cadet
- Gaston Glass : Andre
- Jules Raucourt : Français
- Paul Weigel : Visiteur de la Tour Eiffel